# 三宅坂ビル
三宅坂ビル（みやけざかビル）は、東京都千代田区永田町にある雑居ビル。立憲民主党本部が置かれている。

## 概要
三宅坂産業株式会社によって1965年に竣工された地上10階・地下2階建てで完成した雑居ビルである。国会議事堂と議員会館の北側に立っておりまた全国町村会館をはさんだ場所には自民党本部がある。前方には国立国会図書館がある。また民主党系（現在は立憲民主党）の本部として有名だがペンタックスの営業所など一般テナントも入居している。またビル側面には寺田竹雄のタイル画である「躍進」がある。

## 政党本部
旧民主党は1996年の結党時は虎ノ門の雑居ビルに党本部を構えたが、国会から遠い上に手狭だったため、翌97年に三宅坂ビルに移転した。その後、1998年の民主党、2016年の民進党結党後も党本部として使用していた。民進党の分裂後は旧・国民民主党が三宅坂ビルに残り、旧・立憲民主党はふじビルに入居した。2020年にその旧・国民民主党は旧・立憲民主党と共に旧党を解党して、両党共に新党を結党した。新・国民民主党は「Nagatacho GRiD」に本部を置き、新・立憲民主党は旧・立憲民主党が党本部として使用していた手狭な「ふじビル」をそのまま党本部とした。ただしこの過程で旧・国民民主党の多くの議員が新・立憲民主党に移り、三宅坂ビルの旧・国民民主党が入居していた部屋は新・立憲民主党に明け渡される事となり、事実上は三宅坂ビルが党本部の機能を担うことになったが、あくまで「別館」という扱いにしていた。立憲民主党は2022年10月18日の常任幹事会で、党本部の所在地をふじビルから三宅坂ビルにすると決めた。
政党本部の変遷

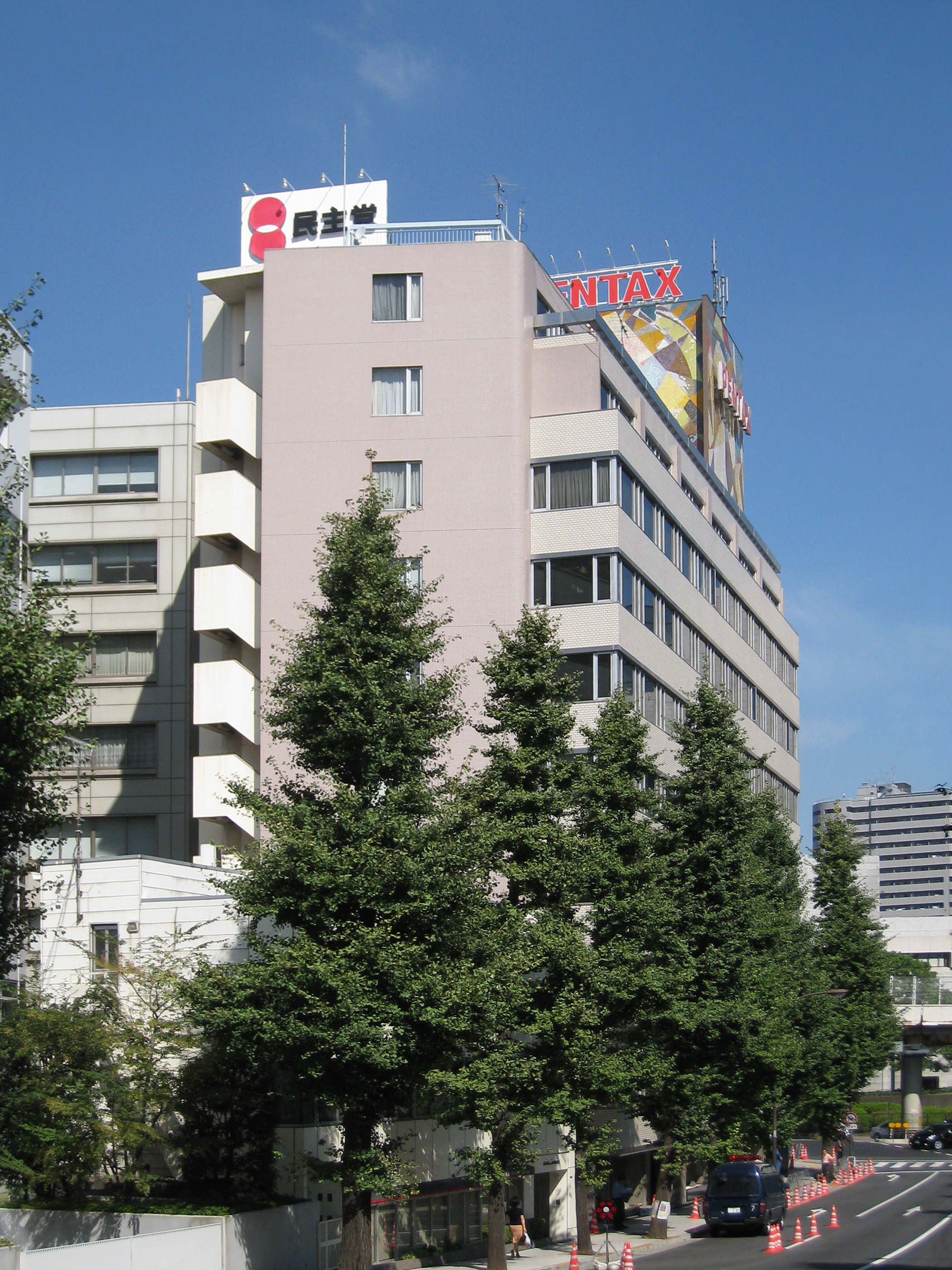
民主党本部
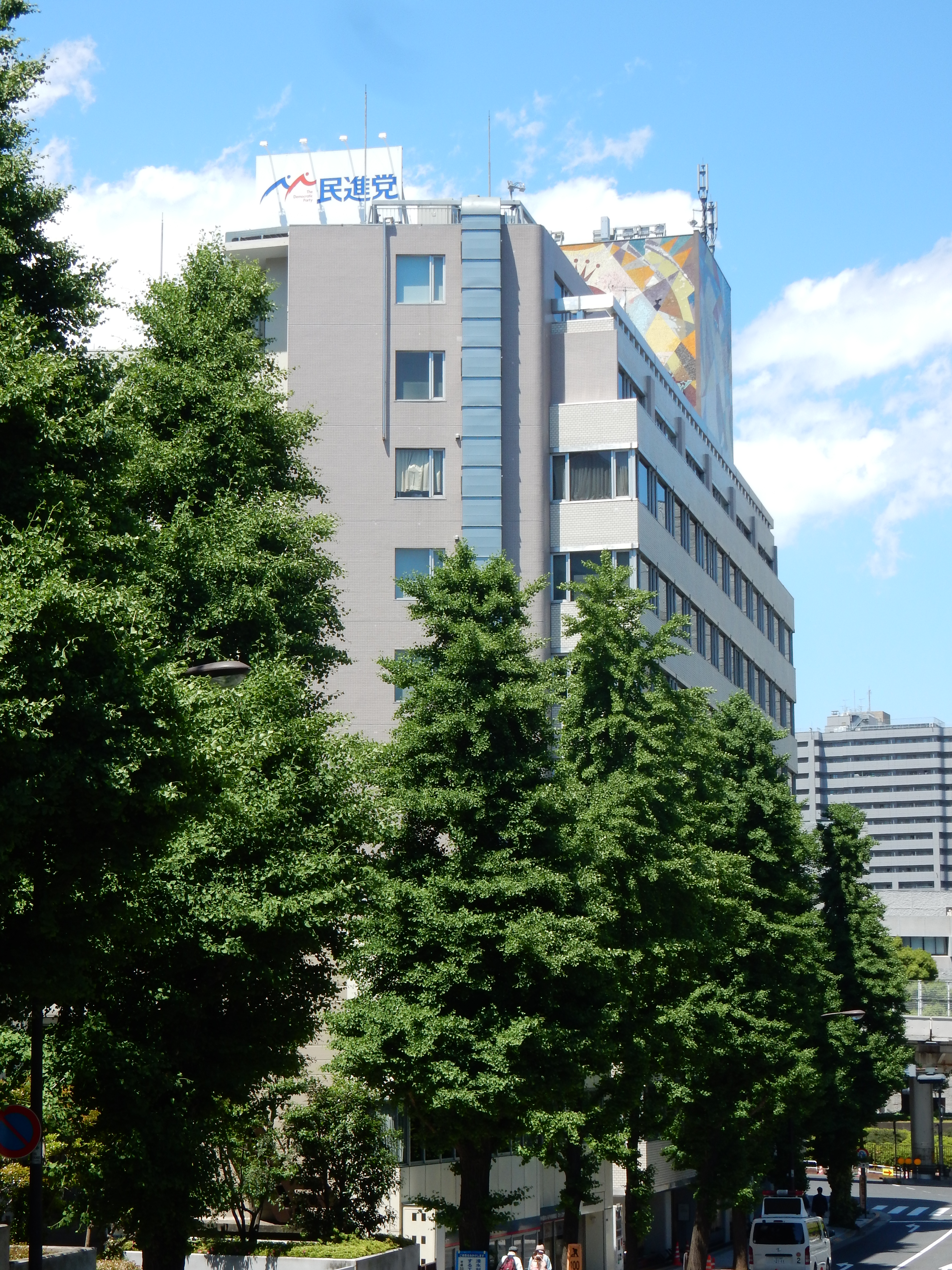
民進党本部
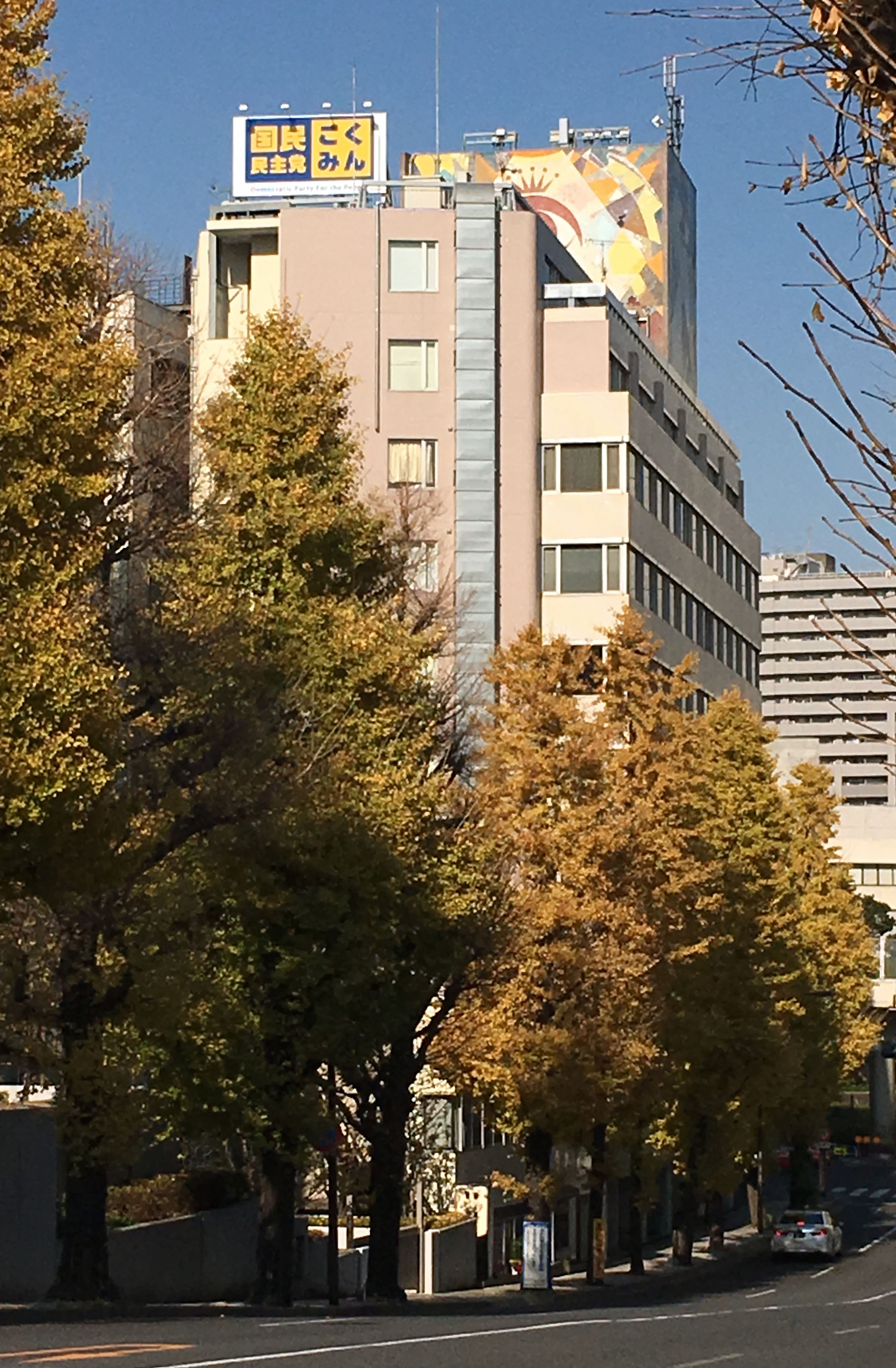
国民民主党本部
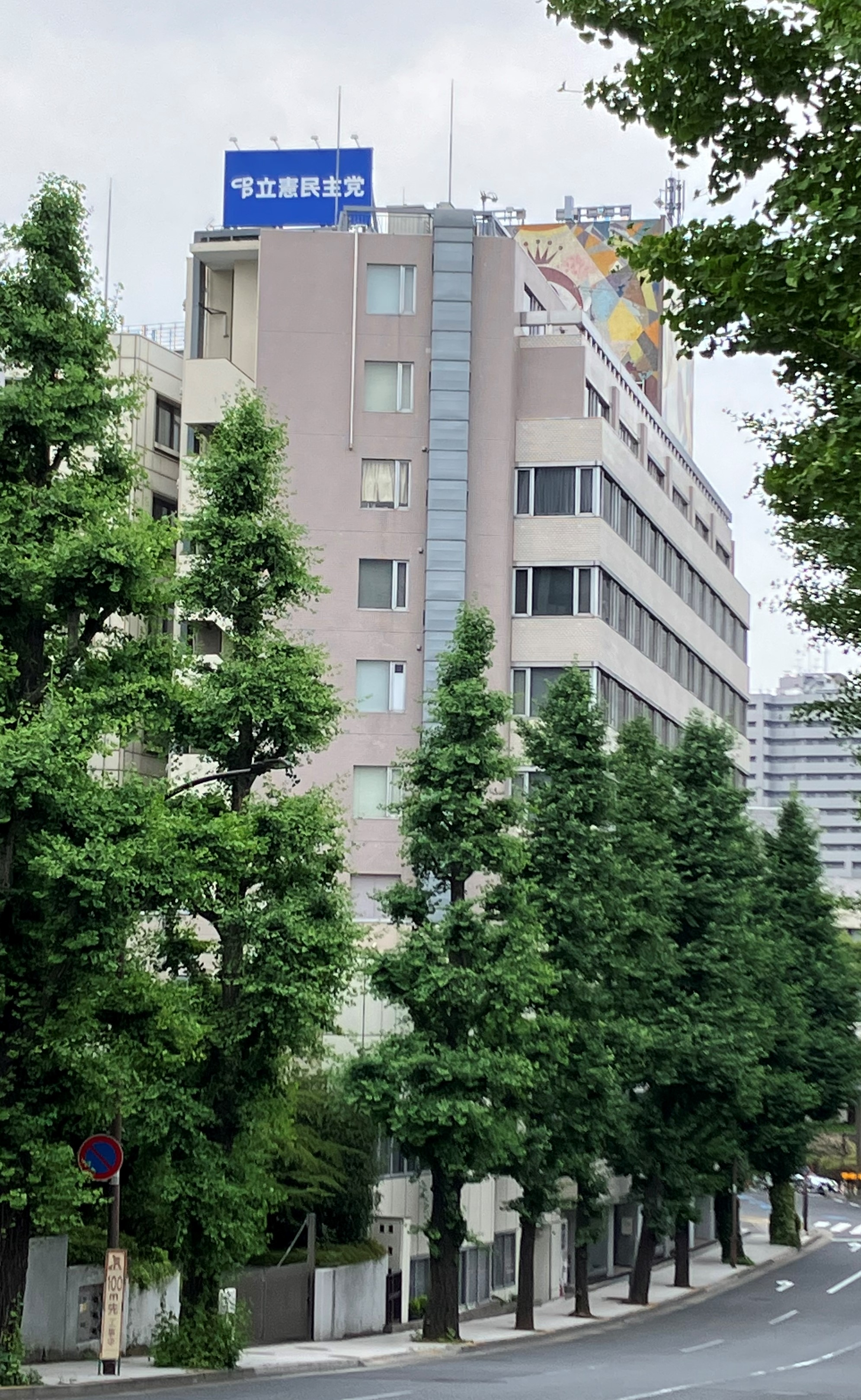
立憲民主党本部

## アクセス
- 永田町駅徒歩3分
- 国会議事堂前駅徒歩9分